# Alain Carpentier
Pour les articles homonymes, voir Carpentier.
Alain Carpentier, né le 11 août 1933 à Toulouse, est un chirurgien et cardiologue français exerçant au département de chirurgie cardio-vasculaire et de transplantation d'organes de l'Hôpital européen Georges-Pompidou à Paris.

## Biographie
Né à Toulouse de Pierre Carpentier, polytechnicien, inspecteur général des ponts et chaussées, chef de cabinet du ministre Pierre Sudreau, et d'Antoinette Durand-Gasselin, Alain Carpentier grandit dans les Vosges, à Épinal, où son père, Pierre, est alors ingénieur en chef du ministère de la Reconstruction et de l'Urbanisme de 1945 à 1954.
De 1982 à 2000, il est chef du Département de chirurgie cardio-vasculaire de l’hôpital Broussais à Paris.
Professeur émérite à l'université Pierre-et-Marie-Curie (université Paris VI) à Paris, professeur à la Mount Sinai School of Medicine à New York (États-Unis), il est le fondateur et directeur du laboratoire d'étude des greffes et prothèses cardiaques de l'université Paris VI.
En 1991, il fonde l'Institut du cœur de Hô Chi Minh-Ville. L’Institut du cœur a pour mission de distribuer des soins de haute qualité aux malades cardiaques vietnamiens, et plus particulièrement aux enfants. Avant la création de ce centre aucune structure dans la région de Hô Chi Minh-Ville n’était en mesure d’accueillir ces patients ; aujourd’hui le nombre d’opérations ne cesse de croitre pour faire face à une demande qui croit plus vite encore. Depuis, le professeur Alain Carpentier est président des conseils de surveillance de l'Institut du cœur et du Centre médical international.
La fondation Alain Carpentier a été créée sous l'égide de la Fondation de France : la fondation a créé l'Institut du cœur de Hô Chi Minh-Ville et soutient son activité. Par ailleurs, la fondation soutient des recherches qui ont des applications humanitaires.
En 1992, il crée le Centre médical international (CMI), une structure originale de solidarité franco-vietnamienne. Ce centre est animé par des médecins français et vietnamiens. Il sert à la fois les ressortissants français, vietnamiens et étrangers par un service médical de haute qualité. Sa particularité est de reverser intégralement ses bénéfices à l’Institut du cœur pour financer les opérations cardiaques des enfants vietnamiens indigents. En 2010, 123 opérations cardiaques ont pu être financées.
En 1998, il est le lauréat du Grand Prix de la Fondation pour la recherche médicale (FRM), récompensant l'ensemble d'une carrière, pour ses prestigieuses recherches en chirurgie cardiaque.
Il est élu membre de l'Académie des sciences, le 11 décembre 2000, dans la section Biologie humaine et sciences médicales. Il succède à Jean Salençon à la présidence de l'Académie des sciences pour la période 2011-2012.
Il reçoit en 2007 le Prix Albert-Lasker.
Il est aujourd’hui directeur scientifique de la société Carmat qu’il a créée en 2008 avec Matra Défense (groupe EADS) et Truffle Capital. Cette création est la suite naturelle de 15 années de recherches marquées, en 1988, par le premier dépôt de brevet sur le cœur artificiel par lui-même, parallèlement aux travaux conceptuels menés avec le CETIM (Centre technique des industries mécaniques), l’alliance, en 1993, avec Jean-Luc Lagardère, président de Matra, pour la création d’un concept de cœur artificiel complet incluant les ventricules, les actionneurs et une électronique de commande totalement embarquée au sein d’un dispositif unique et la création du GIE Carmat, les premières implantations animales sur le veau, la conception du système, de matériaux biocompatibles, de polymères particuliers et de techniques embarquées et le dépôt de plusieurs nouveaux brevets concernant l’architecture, la membrane, le « Locking interface device », la pompe et la régulation physiologique de 1995 à 2004.
Ses principales réalisations sont les suivantes :
- implant des premières bioprothèses valvulaires fabriquées en laboratoire à la fin des années 1960  ; ces valves biologiques d'origine animale sont traitées chimiquement pour éviter le rejet immunologique ;
- mise au point de différentes techniques de chirurgie reconstructive des valves cardiaques ; il est possible de réparer une valve mitrale ou tricuspide au lieu de l'enlever et de la remplacer ;
- découverte de la cardiomyoplastie dynamique, c'est-à-dire la transformation d'un muscle squelettique par stimulation électrique séquentielle en vue de son utilisation comme substitut myocardique chez l'homme ;
- le 28 octobre 2008, mise au point du premier cœur artificiel intégralement implantable[7] ;
- le 18 décembre 2013, il dirige l'équipe médicale qui implante le premier cœur artificiel autonome chez un patient de 76 ans atteint d'insuffisance cardiaque terminale. Ce patient est décédé 74 jours après l'opération du fait d'une défaillance matérielle d'un condensateur suivant une série de complications médicales : insuffisance rénale aiguë dialysée, tamponnade cardiaque, hémorragie digestive, hémoptysie, infection[8],[9]. L'implantation avait été effectuée par l'équipe du professeur Latrémouille à l'hôpital européen Georges-Pompidou à Paris.
- en novembre 2018, un sondage réalisé pour l'Académie des technologies le classe comme la 1re personnalité française incarnant le progrès[10].

## Publications
- Utilisation de greffes hétéroplastiques dans le traitement des lésions valvulaires aortiques : étude biologique et technique, premiers résultats cliniques, impr. R. Foulon et Cie (Paris), 1966.
- Le Mal universitaire, Robert Laffont (Paris), 1988,  (ISBN 978-2221058282), prix Montyon 1989 de l’Académie française.
- La Transplantation d'organes, éd. Flammarion (Paris), 1994,  (ISBN 9782257101365).

En collaboration
- Philosophie du progrès en cardiologie, de Louis Pariente, 2002,  (ISBN 978-2840590644).

## Décorations
- Grand officier de la Légion d'honneur (2014).
- Grand-croix de l'ordre national du Mérite (21 mai 2021)[11]. (promu commandeur en 2005)